# 대한민국 외교통상부
외교통상부(外交通商部, Ministry of Foreign Affairs and Trade, 약칭: 외통부, MOFAT)는 외교 정책의 수립 및 시행, 외국과의 통상 및 통상 교섭, 대외 경제 관련 외교 정책의 수립 시행 및 종합 조정, 조약 기타 국제 협정에 관한 사무 관장, 재외국민의 보호 지원, 문화 협력 및 대외공보 사무 관장, 국제사정 조사 및 이민사무를 관장하는 대한민국의 옛 중앙행정기관이다. 1998년 3월 3일 외무부를 개편하여 발족하였으며 2013년 3월 23일 외교부와 산업통상자원부로 개편되면서 폐지되었다.

## 설치 근거 및 소관 업무
- 정부조직법 [법률 제8852호, 2008.02.29 전부개정] 제25조[1]
- 외교통상부와그소속기관직제 [대통령령 제15710호, 1998.02.28 제정] 제4조[2]

## 연혁
- 1998년 3월 3일 - 외무부를 개편하여 외교통상부를 신설.
- 2013년 3월 23일 - 외교통상부를 폐지하고 외교부를 신설. 통상 업무는 산업통상자원부로 이관.

## 조직
- 아래의 조직은 대통령령[3]과 외교통상부령[4]을 기준으로 한 것이다.

### 장관

#### 대변인
- 공보담당관
- 정책홍보담당관
- 해외언론담당관

#### 정책기획관
- 정책총괄담당관
- 정책분석담당관

#### 감사관
- 감사담당관

#### 장관정책보좌관
| 이 글을 보려면 오른쪽 ‘펼치기’ 버튼 클릭 - 비상계획담당관 - 의전총괄담당관 - 의전행사담당관 - 외교사절담당관 - 동북아제1과 - 동북아제2과 - 동북아제3과 - 동남아과 - 서남아태평양과 - 아세안협력과 - 북미제1과장 - 북미제2과장 - 한미안보협력과장 - 남미과 - 중미카리브과 - 중남미협력과 - 서유럽과 - 중유럽과 - 유라시아과 - 중동제1과 - 중동제2과 - 아프리카과 | 이 글을 보려면 오른쪽 ‘펼치기’ 버튼 클릭 - 협력관 - 유엔과 - 군축비확산과 - 인권사회과 - 국제안보과 - 개발정책과 - 개발협력과 - 인도지원과 - 국제법규과 - 조약과 - 영토해양과 - 공공외교정책과 - 문화예술협력과 - 문화교류협력과 - 재외동포과 - 재외국민보호과 - 영사서비스과 - 여권과 |

## 역대 장·차관

### 외교통상부 장관
| 정부        | 대수 | 이름           | 임기                               | 출신학교        | 비고 |
| ----------- | ---- | -------------- | ---------------------------------- | --------------- | --- |
| 김대중 정부 | 초대 | 박정수(朴定洙) | 1998년 3월 3일 ~ 1998년 8월 4일    | 조지타운 대학교 | 국민대 교수&제10·11·13·14·15대 국회의원                                                                                 |
| 김대중 정부 | 2대  | 홍순영(洪淳瑛) | 1998년 8월 4일 ~ 2000년 1월 14일   | 서울대          | 외무부 아프리카국장·제2차관보&외무부 차관&통일부 장관&주 말레이시아 대사&주 독일 대사&주 중국 대사                      |
| 김대중 정부 | 3대  | 이정빈(李廷彬) | 2000년 1월 14일 ~ 2001년 3월 26일  | 서울대          | 외무부 중동국장&제11대 국회의원&주 시카고 총영사&주 스웨덴 대사&주 인도 대사&주 러시아 대사&외교안보연구원장            |
| 김대중 정부 | 4대  | 한승수(韓昇洙) | 2001년 3월 26일 ~ 2002년 2월 4일   | 연세대          | 대통령비서실장&상공부 장관&경제부총리&국무총리&주 미국 대사&제13·15·16대 국회의원                                       |
| 김대중 정부 | 5대  | 최성홍(崔成泓) | 2002년 2월 4일 ~ 2003년 2월 27일   | 서울대          | 외무부 구주국장&외교통상부 차관보&외교통상부 차관&주 몬트리올 총영사&주 헝가리 대사&주 영국 대사                        |
| 노무현 정부 | 6대  | 윤영관(尹永寬) | 2003년 2월 27일 ~ 2004년 1월 17일  | 서울대          | 서울대 교수&미래전략연구원장&한반도평화연구원장                                                                         |
| 노무현 정부 | 7대  | 반기문(潘基文) | 2004년 1월 17일 ~ 2006년 11월 10일 | 서울대          | 대통령비서실 외교안보수석비서관&외무부 미주국장·외교정책실장·제1차관보&외교통상부 차관&주 오스트리아 대사&UN 사무총장   |
| 노무현 정부 | 8대  | 송민순(宋旻淳) | 2006년 11월 10일 ~ 2008년 2월 29일 | 서울대          | 대통령비서실 통일외교안보정책실장&외교통상부 북미국장·기획관리실장·차관보&제18대 국회의원&주 폴란드 대사                |
| 이명박 정부 | 9대  | 유명환(柳明桓) | 2008년 2월 29일 ~ 2010년 9월 4일   | 서울대          | 외무부 북미국장&외교통상부 제1·2차관&주 필리핀 대사&주 이스라엘 대사&주 일본 대사                                       |
| 이명박 정부 | 10대 | 김성환(金星煥) | 2010년 10월 8일 ~ 2013년 3월 11일  | 서울대          | 대통령실 외교안보수석비서관&외교통상부 북미국장·기획관리실장&외교통상부 제2차관&주 우즈베키스탄 대사&주 오스트리아 대사 |

### 외교통상부 차관

#### 외교통상부 차관
| 정부        | 대수 | 이름           | 임기                               | 비고 |
| ----------- | ---- | -------------- | ---------------------------------- | --- |
| 김대중 정부 | 초대 | 선준영(宣晙英) | 1998년 3월 8일 ~ 2000년 1월 27일   | 외무부 차관보&주 UN 대사                                                                                     |
| 김대중 정부 | 2대  | 반기문(潘基文) | 2000년 1월 27일 ~ 2001년 4월 1일   | 대통령비서실 외교안보수석비서관&외무부 외교정책실장·제1차관보&외교통상부 장관&주 오스트리아 대사&UN 사무총장 |
| 김대중 정부 | 3대  | 최성홍(崔成泓) | 2001년 4월 1일 ~ 2002년 2월 3일    | 외무부 구주국장&외교통상부 차관보&외교통상부 장관&주 몬트리올 총영사&주 헝가리 대사&주 영국 대사             |
| 김대중 정부 | 4대  | 김항경(金恒經) | 2002년 2월 4일 ~ 2003년 3월 3일    | 외무부 기획관리실장&주 뉴욕 총영사&주 미얀마 대사&주 캐나다 대사&외교안보연구원장                            |
| 노무현 정부 | 5대  | 김재섭(金在燮) | 2003년 3월 3일 ~ 2004년 1월 28일   | 외무부 국제기구국장&주 체코 대사&주 인도네시아 대사&주 러시아 대사                                           |
| 노무현 정부 | 6대  | 최영진(崔英鎭) | 2004년 1월 28일 ~ 2004년 12월 27일 | 외무부 국제경제국장&외교통상부 외교정책실장&주 오스트리아 대사&주 미국 대사&주 UN 대사&외교안보연구원장      |
| 노무현 정부 | 7대  | 이태식(李泰植) | 2004년 12월 27일 ~ 2005년 7월 22일 | 외무부 통상국장&외교통상부 차관보&주 이스라엘 대사&주 영국 대사&주 미국 대사                                 |

#### 외교통상부 제1차관
| 정부        | 대수 | 이름           | 임기                               | 비고                                                                          |
| ----------- | ---- | -------------- | ---------------------------------- | ----------------------------------------------------------------------------- |
| 노무현 정부 | 8대  | 이태식(李泰植) | 2005년 7월 22일 ~ 2005년 9월 29일  | 외무부 통상국장&외교통상부 차관보&주 이스라엘 대사&주 영국 대사&주 미국 대사  |
| 노무현 정부 | 9대  | 유명환(柳明桓) | 2005년 9월 29일 ~ 2006년 12월 1일  | 외무부 북미국장&외교통상부 장관&주 필리핀 대사&주 이스라엘 대사&주 일본 대사  |
| 노무현 정부 | 10대 | 조중표(趙重杓) | 2006년 12월 1일 ~ 2008년 2월 29일  | 국무총리실장&외교통상부 아태국장&외교안보연구원장                             |
| 이명박 정부 | 11대 | 권종락(權鍾洛) | 2008년 2월 29일 ~ 2009년 11월 13일 | 대통령비서실 외교통상비서관&외교통상부 북미국장&주 케냐 대사&주 아일랜드 대사 |
| 이명박 정부 | 12대 | 신각수(申珏秀) | 2009년 11월 14일 ~ 2011년 2월 8일  | 외교통상부 조약국장&외교통상부 제2차관&주 이스라엘 대사&주 일본 대사          |
| 이명박 정부 | 13대 | 박석환(朴錫煥) | 2011년 2월 9일 ~ 2012년 3월 2일    | 외교통상부 조약국장&주 베트남 대사&주 이스라엘 대사&주 일본 대사              |
| 이명박 정부 | 14대 | 안호영(安豪榮) | 2012년 3월 2일 ~ 2013년 3월 13일   | 외교통상부 다자통상국장·통상교섭조정관&주 EU 대사&주 미국 대사                |

#### 외교통상부 제2차관
| 정부        | 대수 | 이름           | 임기                                | 비고 |
| ----------- | ---- | -------------- | ----------------------------------- | --- |
| 노무현 정부 | 8대  | 유명환(柳明桓) | 2005년 8월 1일 ~ 2005년 9월 29일    | 외무부 북미국장&외교통상부 제1차관&주 필리핀 대사&주 이스라엘 대사&주 일본 대사                             |
| 노무현 정부 | 9대  | 이규형(李揆亨) | 2005년 9월 29일 ~ 2006년 11월 30일  | 주 방글라데시 대사&주 중국 대사&주 러시아 대사                                                              |
| 노무현 정부 | 10대 | 김호영(金浩榮) | 2006년 12월 1일 ~ 2008년 2월 29일   | 행정자치부 행정관리국장·조직혁신국장&중앙인사위원회 인사관리심의관                                          |
| 이명박 정부 | 11대 | 김성환(金星煥) | 2008년 2월 29일 ~ 2008년 6월 30일   | 대통령실 외교안보수석비서관&외교통상부 기획관리실장&외교통상부 장관&주 우즈베키스탄 대사&주 오스트리아 대사 |
| 이명박 정부 | 12대 | 신각수(申珏秀) | 2008년 7월 1일 ~ 2009년 11월 14일   | 외교통상부 조약국장&외교통상부 제1차관&주 이스라엘 대사&주 일본 대사                                        |
| 이명박 정부 | 13대 | 천영우(千英宇) | 2009년 11월 14일 ~ 2010년 10월 26일 | 대통령실 외교안보수석비서관&외교통상부 외교정책실장&한반도평화교섭본부장&주 영국 대사                       |
| 이명박 정부 | 14대 | 민동석(閔東石) | 2010년 10월 27일 ~ 2012년 3월 2일   | 외무부 기획예산담당관·통상정보지원팀장&농림수산식품부 농업통상정책관&주 휴스턴 총영사                       |
| 이명박 정부 | 15대 | 김성한(金聖翰) | 2012년 3월 2일 ~ 2013년 3월 13일    | 고려대 교수&국가안보총괄점검회의 위원&일민국제관계연구원장                                                  |

## 비판

### 외교통상부 특별 인사감사 결과
2010년 9월 유명환 장관 딸의 특별 채용으로 논란이 일었으며 6일 외교부 특별 인사감사 결과를 발표했다. 유명환 전 장관 딸이 유리하게 자격을 바꾸고 외교통상부 인사 담당자가 시험위원이 불법으로 참여했으며, 점수를 몰아주었다고 말했다.
2012년 5월 22일 유명환 장관 딸 특채 파동으로 징계를 받았던 외교통상부 간부들 중 당시 인사기획관이 마지막으로 20개월 만에 본부로 복귀했다. 복귀는 했으나 징계에 따른 인사상 불이익은 피하지 못했다는 평가를 받고 있다. 외교부는 한충희(52·핵안보정상회의 부교섭대표 겸 대변인·외무고시 16회) 전 인사기획관을 문화외교국장으로 임명했다고 밝혔다. 한 국장은 2010년 8월 유 전 장관 딸 특채 파동의 실무 책임을 지고 같은 해 9월 엄중경고를 받은 뒤 외교안보연구원(현 국립외교원)으로 보직이동되었으며, 11월 행정안전부 감사 결과 혼자만 중징계 처분을 받아 인사상 불이익을 받았다. 이에 따라 본부로 복귀하지 못하고 2011년 3월 임무부여직인 핵안보정상회의 부교섭대표와 대변인을 맡아 활동했다.
이에 대해 외교부 당국자는 "한 국장이 핵안보정상회의 대변인 등을 맡아 왕성한 활동을 벌였으며 좋은 평가를 받았다."며 "북핵 부단장 등을 지낸 안보 전문가이지만 인사상 여의치 않아 문화외교국장직을 맡아 구제되는 상황"이라고 전했다.

### 그 외의 비판들
- 2010년 말부터 외교부의 여러 인사들의 특별채용으로부터 비판받았다.[9]
- 외교통상부는 2011년 이집트 혁명 때 이집트에 머물었던 한국인 국적자의 안전을 소홀히 돌봤다.[10]
- 일부 FTA 협정 때 한국측에서 발생한 문서 번역의 오류가 있었다.[11][12]
- 2011년 동일본 대지진 때 교포들의 안전확보를 위한 공관 직원이 10명밖에 없어서 부족하였다는 지적이 있다.[13]